# 旅客上屋

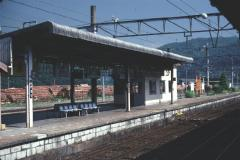
旅客上屋（国鉄中央本線上松駅）（1985年）

旅客上屋（りょかくうわや）は旅客ホーム上に設置され、乗降客が雨雪に濡れることを防ぐための建造物である。ホーム上屋ともいう。
柱などの構造体には、木造、レール製（線路のレールを再利用）、鉄製などがある。島式ホームでは壁がない開放型となり、待合室が併設されている場合もある。相対式ホームでは線路と反対側の側面には壁と窓が取付けられている場合が多い。屋根の形状は、片流れ、Λ型、V型などがある。
旅客上屋の長さは必ずしも列車長と同じとは限らず、短い場合もある。この場合、端の方の車両が旅客上屋がない位置で停車することとなる。また上屋長さとホーム長さが極端に異なる場合、乗務員用の極めて短い上屋を設置している場合もある。